# 国鉄DD40形ディーゼル機関車
DD40形ディーゼル機関車（DD40がたディーゼルきかんしゃ）は、かつて日本国有鉄道（国鉄）で試用された液体式ディーゼル機関車である。

## 製造の背景
国鉄がディーゼル機関車の開発を模索していたころ、日本国内の車両メーカーは国鉄および日本国外への売り込みをはかるべく、独自の機関車を設計・試作した。これらの機関車は、合計9形式が国鉄に借り入れられ、40番台、のちに90番台の形式を与えられて試用された。一部の形式は国鉄が正式に購入した。
それらの試作機関車のうち、入換用として製造されたのが、本形式である。

## 構造
ディーゼルエンジンは新三菱重工業がスイスのズルツァー社のエンジンをライセンス製作したもので、出力は665馬力。動力伝達方式は液体式を採用し、液体変速機は新三菱重工業神戸造船所製である。
運転室を車体の片側に寄せたいわゆるL字型車体であり、DD14形を連想させる形状である。

## 製造
1954年（昭和29年）に新三菱重工業で製造された。

## 運用
国鉄が借り入れる形で1956年（昭和31年）5月から梅小路機関区で入換に使用された。1958年（昭和33年）には吹田第一機関区に転属し、入換や小運転に使用され、同年、DD92形と改称された。1962年（昭和37年）3月に借り入れ契約が終了し、返却された。
三菱に返却後は、同社の三原製作所で使用された。

## 主要諸元
- 全長：
- 全幅：
- 全高：
- 運転整備重量：52t
- 機関：新三菱スルザー6LDA22形ディーゼル機関1基
- 液体変速機：新三菱MTV332
- 軸配置：B-B
- 出力：665ps/900rpm（650PSとする文献もあり）
- 動力伝達方式：液体式
- 最大運転速度：